# تایشی سوناگاوا
تایشی سوناگاوا (انگلیسی: Taishi Sunagawa؛ زادهٔ ۲۰ ژانویهٔ ۱۹۹۰) بازیکن فوتبال اهل ژاپن است.